# تيد (فلم)
تيد (بالإنجليزية: Ted) هو فيلم أمريكي إصدار عام 2012
الفيلم من بطولة مارك والبيرغ وميلا كونيس ومن إخراج سيث ماكفارلن.
والمخرج سيث مكفارلن هو صانع المسلسل الامريكى الشهير فاميلي غاي، تم عرضه في 29 يونيو 2012 ورشح لجائزة الأكادميه (أوسكار) لذلك تم إصدار جزء ثانى من الفيلم تم اطلاقه عام 2015.

## القصة
قصة الفيلم عن دمية دب تصبح حية نتيجة تحقق أمنية الطفولة لجون ليصبح الدب تيد هو الصديق الملازم لجون طوال الوقت.

## فريق العمل
- مارك والبرغ بدور جون بينيت
- ميلا كونيس بدور لوري كولينز
- سيث ماكفارلن بدور تيد
- جويل ماكهيل بدور ريكس

## الإيرادات
جمع تيد ايرادات $549,368,315 من بينهم $218,815,487 حققهم في الولايات المتحدة وكندا و$330,552,828
في دول أخرى

## الجوائز والترشيحات
1- ترشح لجائزة الاوسكار لأفضل أغنية
2-

## روابط خارجية
- مقالات تستعمل روابط فنية بلا صلة مع ويكي بيانات